# فيكتور هوغو كاستانيدا
فيكتور هوغو كاستانيدا (بالإسبانية: Víctor Hugo Castañeda)‏ هو مدرب كرة قدم ولاعب كرة قدم تشيلي، ولد في 6 يوليو 1962 في San Vicente de Tagua Tagua ‏ في تشيلي. شارك مع منتخب تشيلي لكرة القدم. أما مع النوادي، فقد لعب مع نادي أونيفرسيداد دي تشيلي ونادي بالستينو.